# 大燕蛾
大燕蛾（学名：Lyssa zampa）隶属于鳞翅目燕蛾科燕蛾属，是燕蛾科中翅展最大的一种。主要分布于印度、尼泊尔、马来西亚、新加坡、日本及中国等地。